# 90703 Indulgentia
90703 Indulgentia è un asteroide della fascia principale. Scoperto nel 1988, presenta un'orbita caratterizzata da un semiasse maggiore pari a 2,5651089 UA e da un'eccentricità di 0,1738401, inclinata di 14,79769° rispetto all'eclittica.
L'asteroide è dedicato al concetto di indulgenza, tramite il termine in latino